# Nagarhole-Nationalpark
Der Nagarhole-Nationalpark (Kannada ನಾಗರಹೊಳೆ ರಾಷ್ಟ್ರೀಯ ಉದ್ಯಾನವನ IAST Nāgarahl rāṣṭrīya udyānavana), auch als Rajiv-Gandhi-Nationalpark bezeichnet, ist ein Schutzgebiet im Süden Indiens im Bundesstaat Karnataka. Er ist zwischen den Westghats und den Nilgiribergen eingebettet und erstreckt sich über ein Gebiet von rund 640 Quadratkilometern in den Distrikten Kodagu und Mysuru. Zusammen mit dem benachbarten Bandipur-Nationalpark (ca. 870 km²) und dem Mudumalai-Nationalpark (ca. 320 km²) bildet er den größten Schutzgebietskomplex Südindiens.

## Geschichte
Der größte Teil des Gebiets des späteren Nagarhole-Nationalparks wurde 1955 als Naturschutzgebiet (sanctuary) ausgewiesen. Am 2. Februar 1975 erhielt das Schutzgebiet den Status eines Nationalparks. Nachträglich wurden noch 71,84 km² hinzugefügt, so dass sich die Fläche des gesamten Nationalparks anschließend auf 643,39 km² belief. Davon entfallen 354,95 km² auf den Distrikt Mysuru und 288,4 km² auf den Distrikt Kodagu. Im September 1986 wurde der Nationalpark Teil des neu begründeten Nilgiris-Bisosphärenreservats. Im Jahr 2007 wurde das 5.520 km² umfassende West-Ghats-Nilgiri-Sub-Cluster, einschließlich des gesamten Nagarhole-Nationalparks in die Tentativliste des UNESCO-Weltnaturerbes aufgenommen. Im Jahr 2000 wurde der Park zum 37. Tigerreservat in Ausdehnung des Bandipur-Tigerreservats erklärt. Der Nationalpark bzw. das Tigerreservat ist von einer Pufferzone umgeben, die 200,57 km² Waldgebiet und 361,84 km² nichtbewaldetes Gebiet umfasst. Die Gesamtfläche (Nationalpark einschließlich Pufferzone) beläuft sich damit auf etwa 1206 km². Das Nagarhole-Tigerreservat grenzt direkt an benachbarte Tigerreservate an (Bandipur-Nationalpark, Mudumalai-Nationalpark, Wayanad-Naturschutzgebiet und Biligiriranga Hills).

## Flora und Fauna
Die Vegetation besteht vor allem aus tropischen Wäldern und Busch- sowie Graslandschaften. Die nordwestlichen Bereiche des Schutzgebietes sind feuchter als die südlichen Bereiche, wo der Park an den Bandipur-Nationalpark angrenzt.
Das Reservat bietet zahlreichen Großtieren, die andernorts bereits ausgerottet sind, Lebensraum. Nagarhole verfügt etwa über eine beachtliche Elefantenpopulation, die sich während der trockenen Jahreszeit vor allem an den Stauseen sammeln. An großen Raubtieren kommen Tiger, Leoparden, Lippenbären und Asiatische Wildhunde vor. Die Huftiere sind durch Gaure, Vierhornantilopen, Sambarhirsche, Axishirsche, Muntjaks, Indien-Kantschile und Wildschweine vertreten. Mit Hutaffen, Hanuman-Languren und Wanderus kommen Affen in drei verschiedenen Arten vor. In den Bergen im Umkreis des Parks leben darüber hinaus Nilgiri-Tahre und Nilgiri-Languren.

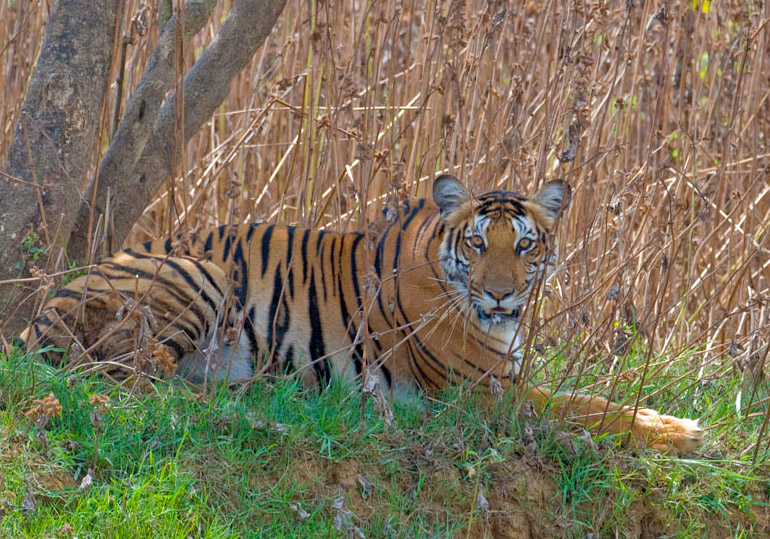
Tiger
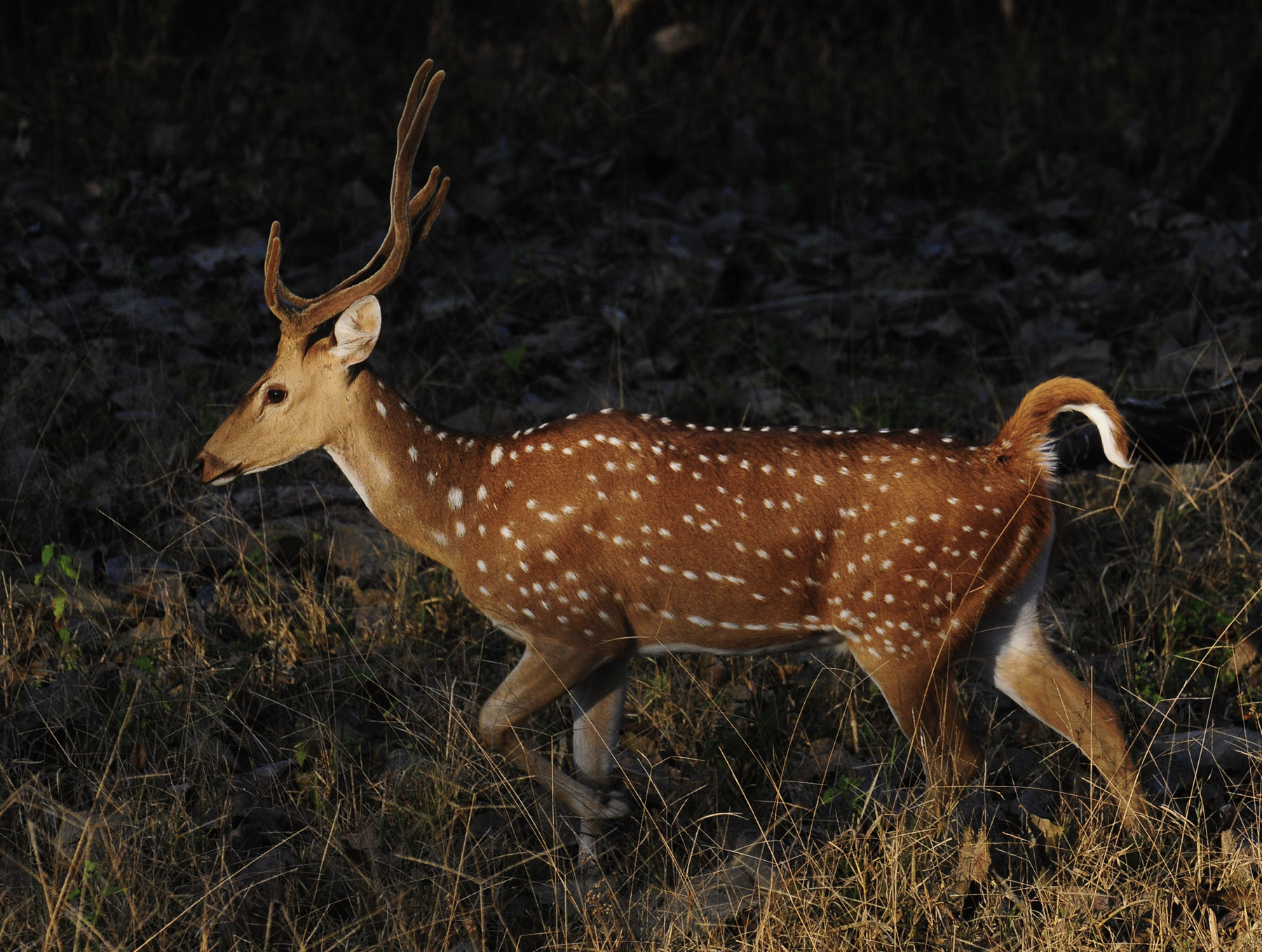
Axishirsch
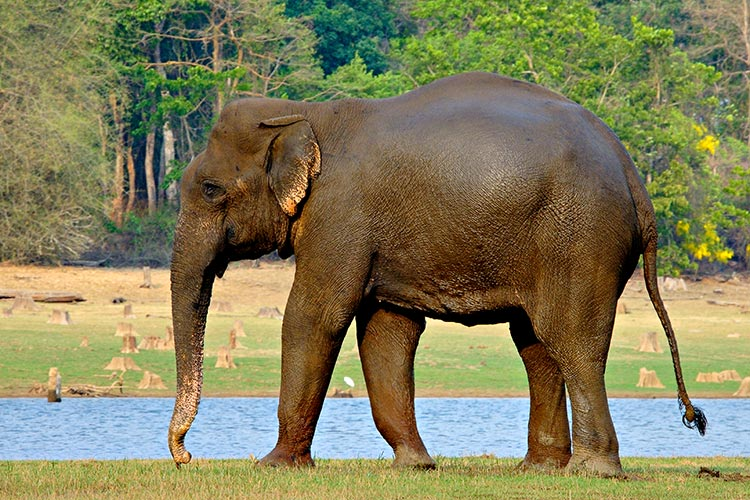
Elefant
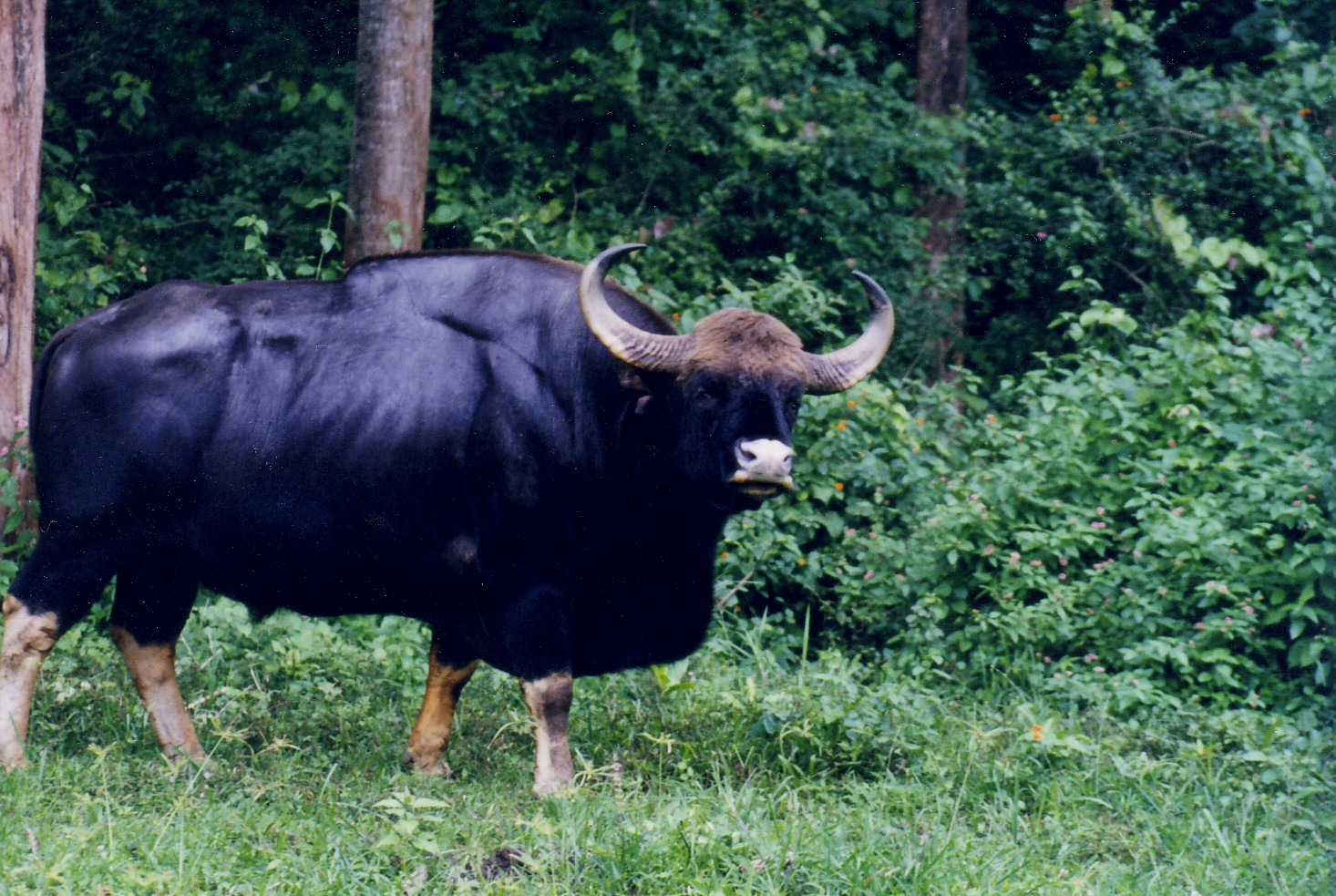
Männlicher Gaur